# Собянин, Владимир Александрович
Влади́мир Алекса́ндрович Собя́нин (род. 13 сентября 1952 года, пос. Сеща, Брянская область) — советский, российский химик; доктор химических наук, профессор, ректор НГУ с 2007 по 2012 год. 

## Биография
С 1967 по 1969 учился в Физико-математической школе НГУ.
В 1969 году поступил на факультет естественных наук НГУ (отделение «химия»), который закончил в 1974. С 1974 года сотрудник Института катализа им. Г. К. Борескова СО РАН. Работал в должностях от стажера-исследователя до заместителя директора по научной работе.
С 1979 по 2005 преподавал в НГУ сначала в должности ассистента преподавателя, далее старшего преподавателя, профессора, зав. кафедрой общей химии. С 1993 года по 1998 являлся деканом Факультета Естественных Наук (ФЕН). С 2007 года по 2012 являлся ректором НГУ.

### Семья
Женат, имеет двух детей.

## Научная деятельность
В 1978 году защитил кандидатскую, в 1991 — докторскую диссертацию. Профессор (1995).
Специалист в области катализа, имеет крупные научные результаты в областях газофазного электрокатализа, топливных элементов и водородной энергетики. Он автор и соавтор более 210 научных работ, в том числе 3 обзоров и 14 патентов.
Подготовил 5 кандидатов наук.

## Награды
- Диплом победителя на конкурсе фундаментальных работ Сибирского отделения АН СССР (1987) — за цикл работ по теории катализа.
- «Почётный работник высшего профессионального образования Российской Федерации» (2000).
- Почётное звание «Заслуженный ветеран Сибирского Отделения РАН».
- Почётный серебряный орден «Общественное признание».
- Орден Русской Православной церкви Преподобного Сергия Радонежского III степени.
- Памятный знак «За труд на благо города» в честь 115-летия со дня основания города Новосибирска.